# Helmut Göttke-Krogmann
Helmut Göttke-Krogmann (* 31. März 1919 in Oldenburg (Oldb.); † 31. Juli 2008 in Lohne (Oldenburg)) war ein deutscher Kommunalpolitiker (CDU). Göttke-Krogmann betrieb als selbstständiger Landwirt einen Hof in der Lohner Bauerschaft Kroge. Er war verheiratet und hatte sechs Kinder.

## Leben
Von 1972 bis 1991 übte Helmut Göttke-Krogmann ehrenamtlich das Amt des Bürgermeisters der Stadt Lohne (Landkreis Vechta in Niedersachsen) aus. Bereits seit 1946 war er für seine Heimatstadt politisch aktiv; dem Lohner Stadtrat gehörte er von 1948 bis 1952 und von 1961 bis 1991, dem Kreistag des Landkreises Vechta von 1968 bis 1991 an. Vor allem auf Göttke-Krogmanns Initiative sind die Gründung des Industriemuseums Lohne sowie die ebenfalls 1987 begründete Städtepartnerschaft mit der elsässischen Stadt Rixheim zurückzuführen.

## Ehrungen und Auszeichnungen
Für seine Verdienste um die Stadt Lohne wurde Helmut Göttke-Krogmann 1991 mit der Ehrenbürgerschaft der Stadt und 1998 mit dem Nieberding-Schild ausgezeichnet. Geehrt wurde Helmut Göttke-Krogmann ferner durch die Verleihung der Landschaftsmedaille der Oldenburgischen Landschaft (1992), der Goldenen Ehrennadel des Niedersächsischen Städte- und Gemeindebundes und des Bundesverdienstkreuzes 1. Klasse.

## Veröffentlichungen
- 1000 Jahre Lohne: vom Kirchspiel zur Stadtgemeinde, Vechtaer Druckerei und Verlag 1981
- Das Lohner Relief, Rießelmann, Lohne 1981
- Grabung im Großen Moor, Industriemuseum Lohne 1985
- S[ank]t-Anna-Stift Kroge-Ehrendorf der Genossenschaft der Krankenschwestern vom Hl. Franziskus zu Münster – Mauritz-Schwestern, Stadtverwaltung Lohne 1985
- Das Moor als Archiv, Industriemuseum Lohne 1989
- Torfarbeit und Moorfunde, Industriemuseum Lohne 1989
- Spinnen und weben – ein geschichtlicher Abriß, Industriemuseum Lohne 1991
- mit Gerhard Garding: Ziegelherstellung. Fossile Meeresschätze aus Nordlohne, Industriemuseum Lohne 1993
- Schreibfeder. Papierherstellung, Industriemuseum Lohne 1993
- Freiwillige Feuerwehr. Hundert Jahre zum Einsatz bereit, Rießelmann, Lohne 1995
- Das Industrie-Museum Lohne, Vechtaer Druckerei und Verlag 2000